# Don Masson
Donald Sandison Masson (Banchory, 26 agosto 1946) è un ex calciatore scozzese, di ruolo centrocampista.

## Palmarès

### Club

#### Competizioni nazionali
- Fourth Division: 1

Notts County: 1970-1971